# Paul D. N. Hebert
Paul D. N. Hebert (6 de mayo de 1947) es un biólogo canadiense, conocido como "el padre del barcoding"
Tiene un puesto de Presidente de la Investigación Canadiense en Molecular Biodiversity (Tier I), profesor en la University of Guelph en Ontario, Canadá, miembro de la Royal Society of Canada, y director del Biodiversity Institute de Ontario.
En 2015, se volvió Officer de la Order of Canada.